# 秋千
鞦韆 （亦作秋千；閩語福州話稱轆轆架、閩語泉漳話、粵語廣州話稱韆鞦；客家話稱槓仔）是一種座椅，常見於兒童遊樂場、雜技演員馬戲團或門廊上放鬆的地方。 鞦韆的座位通常懸掛在鏈條或繩索上。 一旦擺動開始，它就會像鐘擺一樣繼續擺動，直到外部干擾或阻力使其停止。 
鞦韆很受孩子們的歡迎。在操場上，通常會懸掛多個鞦韆在同一個金屬或木製框架上，一次讓多個孩子玩耍。 這種鞦韆有多種尺寸和形狀。對於嬰兒和蹣跚學步的孩子，帶腿孔的鞦韆將孩子支撐在直立位置，而父母或兄弟姐妹則推動孩子進行擺動。 一些鞦韆套裝包括鞦韆以外的遊樂項目，例如繩梯或滑桿。
對於年齡較大的兒童，鞦韆有時由柔軟的帆布座椅、橡膠通風輪胎胎面、塑料或木材製成。 一種常見於後院的鞦韆是一塊木板以兩側的繩索懸掛在樹枝上。

## 歷史
芳園四壁花光聞，鞦韆動處朝霞飛。

美人妝成對花立，欲上不上嬌無力。

㩳身一舉穿林梢，流鶯驚起花旛搖。

翩然反側妙容與，隱隱紅潮上眉𡧃。

藕絲裙輭罥游蜂，杏子衫輕濕香雨。

拖煙約霧東風顛，珠翠彷彿雲中斬。

琤瑽仙珮潄嗚玉，蘭香萼綠相齊肩。

紅纏雪腕綵索勁，綠鬆雲髮金釵偏。

小鬢扶下日初轉，徙倚花陰息嬌喘。

栩栩魂猶夢蝶驚，行行足訝蒼苔輭。

美人會得春難駐，不放芳華等閒度。

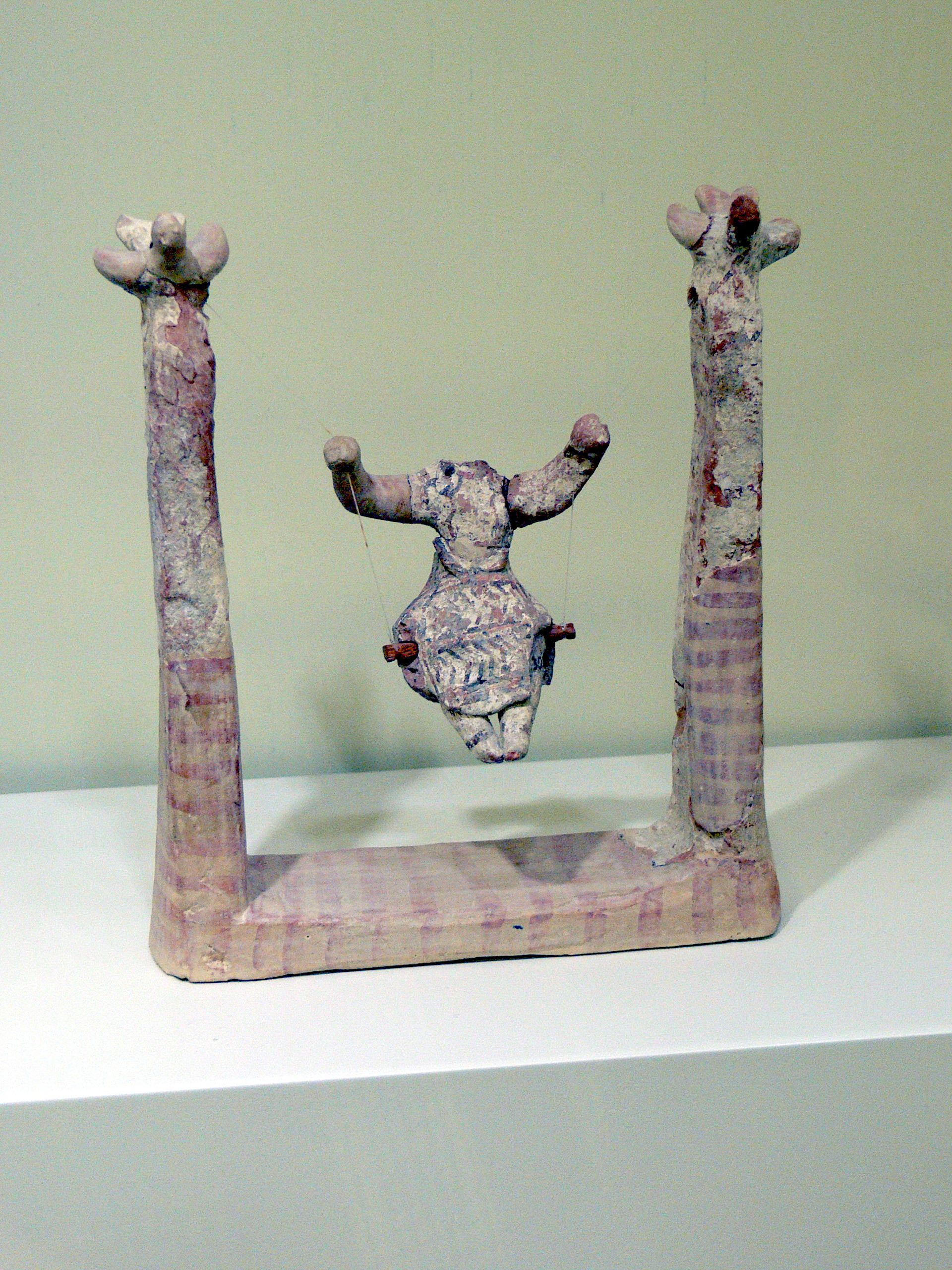
米諾斯文明末期文物，展現女子坐在鞦韆上的樣子

來日清明風雨多，落紅滿地奈愁何。
遠古時期，先人依靠藤條的搖蕩擺動，上樹或跨越溝澗，這是鞦韆最原始的雛形。

### 東亞

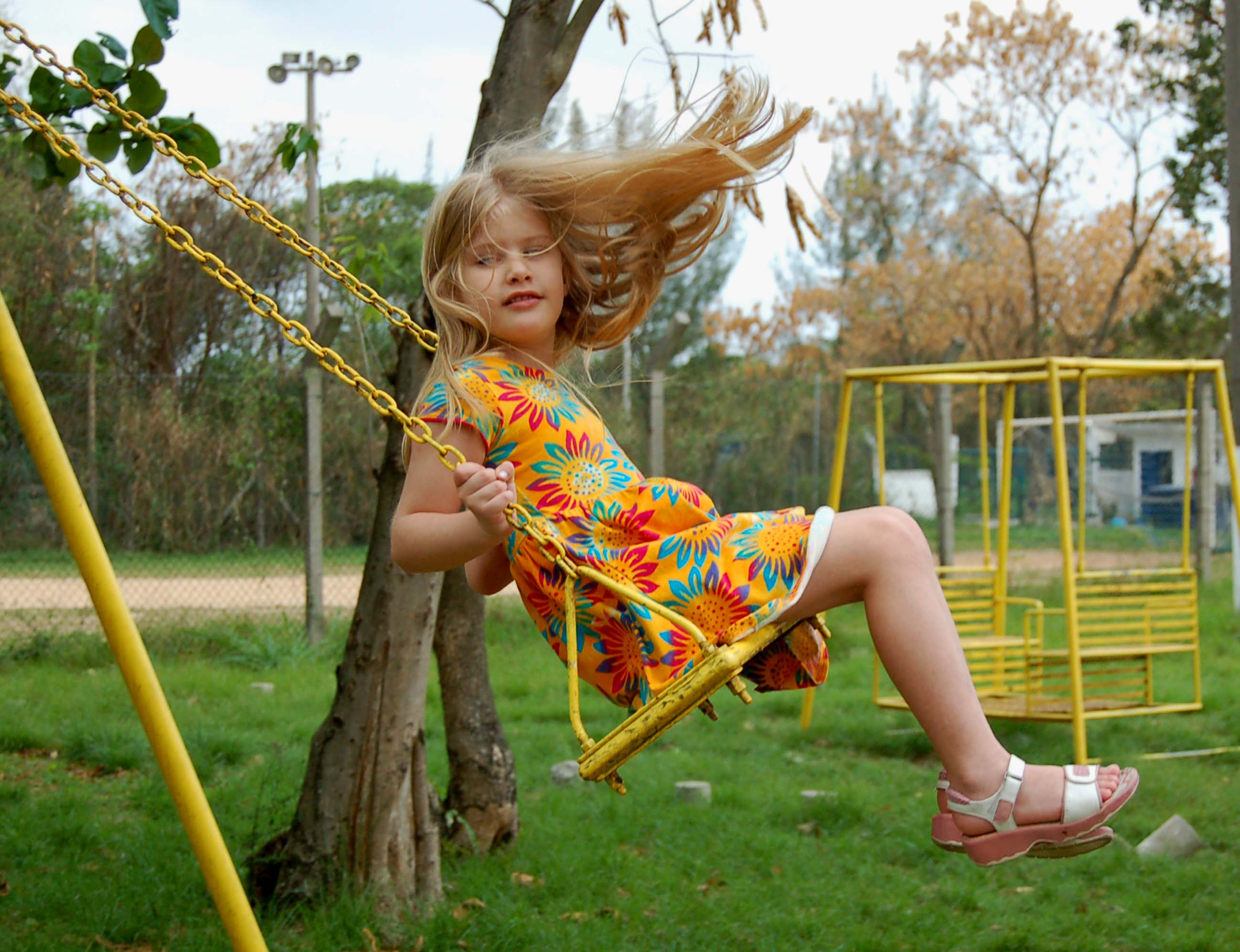
一個正在玩鞦韆的小女孩

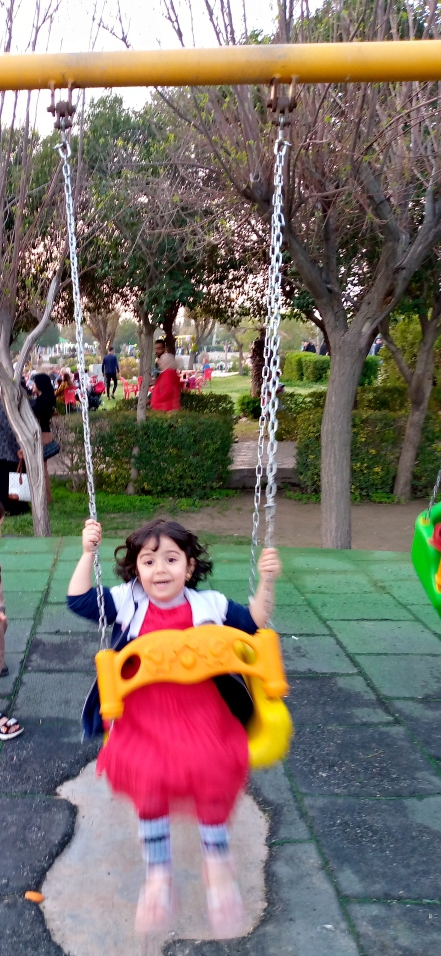

春秋時期在中國北方就有了鞦韆之俗。據《藝文類聚》引述古籍記載，“鞦韆”本來是北方山戎的習俗，在寒食節這一天盪鞦千遊戲。齊桓公打敗山戎後，這項遊戲隨即傳入了中原。鞦韆的繩索多為獸皮製成，這也是為甚麼「鞦韆」二字是「革」字旁。在漢代，搖擺樂的流行持續增加，並經常在清明節和端午節上演出，漢武帝後庭鞦韆賦：鞦韆者「千秋」也，漢武祈千秋之壽，故後宮多鞦韆之樂。漢代以後，鞦韆逐漸成為元霄節、清明、端午等節日進行的民間體育活動。进入唐宋时期成为一种非常普及的游戏活动。到宋代時，鞦韆開始涉足專業雜技，表演者會在水上兩船之間搖擺。這一習俗也影響了朝鮮和越南，越南青年男女會在正月舉行鞦韆戲。

### 歐美
鞦韆的最早代表來自希臘發現的文物。在聖索菲亞大教堂（Hagia Triada）上發現了一個坐在鞦韆上的婦女雕塑，其歷史可追溯到公元前1450-1300年。十六世紀初一度風靡法國貴族階層。在1900年代初期，北美操場運動中在公共場所安裝了鞦韆，供鄰里兒童使用。到本世紀中葉，郊區遊樂場開始流行。許多美國人在他們的財產上放了個人鞦韆。公眾對兒童安全的關注影響了1970年代後設計的變化。管狀金屬套件被較小的木頭和樹脂鞦韆代替，更適合兒童使用。

## 延伸阅读
[在维基数据编辑]
 《欽定古今圖書集成·博物彙編·藝術典·鞦韆部》，出自陈梦雷《古今圖書集成》